# Dios me libre
Dios me libre es una película chilena de 90 minutos de duración estrenada el 2011, dirigida por Martín Duplaquet.

## Sinopsis
Un hijo de pastor que sueña con seguir los pasos de su padre evangelizando al pueblo se asocia con un primo que persigue el dinero fácil. Juntos serán los creadores de una nueva religión protestante en un Chile ansioso de milagros y buenas obras. Comedia nacional con un extenso elenco.

## Elenco
- Íñigo Urrutia - Lenin Cifuentes Johanson.
- Víctor Montero - Jonás Cifuentes Canibilo.
- Manuela Oyarzún - Cristina Sandoval.
- Tomás Vidiella - Obispo Óscar Cifuentes.
- Willy Semler - Alexander Puga.
- María Paz Jorquiera - Flavia Hernández.
- Fernando Godoy - Jefferson Magaña.
- Flabio Nassar - Honorilton Da Silva.
- María Elena Duvauchelle - Irma Santibáñez.
- Carmen Gloria Bresky - Dolores Délano.
- Aldo Parodi - Hugo Hernández.
- Claudia Pérez - Carmencita de Hernández.
- Katerina Cabezas - María Paz.
- Rafael Contreras - Cornelio.
- Bárbara Wilson - Soledad Jofré.
- Loreto Aravena - Periodista.
- Jorge Alis - Wanderlei.
- Alberto Zeiss

- Datos: Q5807658